# Pavlovce (Banská Bystrica)
Pavlovce (in ungherese: Rimapálfala) è un comune della Slovacchia facente parte del distretto di Rimavská Sobota, nella regione di Banská Bystrica.